# IKon Japan Dome Tour
O 2017 iKON Japan Dome Tour foi a terceira turnê do iKON no Japão. A turnê começou em 20 de maio de 2017 em Osaka no Kyocera Dome e foi concluída em 12 de novembro de 2017 em Kobe. A turnê trouxe 323.000 de audiência, tornando-se a maior e mais longa turnê do iKON no Japão.

## Desenvolvimento
Em 11 de fevereiro de 2017, foi anunciado que o iKON iniciaria sua primeira turnê, com dois shows programados para o Kyocera Dome e para o Seibu Prince Dome, com 90.000 fãs esperados para ir. Isso fez do iKON o grupo mais rápido a fazer um show no Japão em apenas um ano e 9 meses desde sua estréia no Japão. Em 18 de junho, 22 shows adicionais em oito cidades japonesas foram anunciados pela YGEX, com 233.000 fãs sendo aguardados para irem aos shows, tornando-se a maior turnê de arena realizada pelo iKON no Japão.

## Set list
Esta set list é do iKON Japão Dome Tour 2017 (DVD/Blu-ray).
1. "Bling Bling"
2. "Sinosijak (Remix)"
3. "Just Another Boy"
4. "My Type"
5. "#WYD"
6. "Today"
7. "BE I" (B.I)
8. "Holup!" Bobby)
9. "Anthem" (B.I & Bobby)
10. "Just Go"
11. "Apology"
12. "Wait For Me"
13. "Airplane"
14. "Climax"
15. "Rhythm Ta Remix (Rock Ver.)"
16. "B-Day"
17. "Dumb & Dumber"
18. "What's Wrong"
19. "Love Me"
20. "Welcome Back"

Encore
1. "M.U.P"
2. "Long Time No See"
3. "Rhythm Ta Remix (Rock Ver.)"

## Datas dos shows
| Data                              | Cidade        | País  | Local                               | Comparecimento |
| --------------------------------- | ------------- | ----- | ----------------------------------- | -------------- |
| 20 de maio de 2017                | Osaka         | Japão | Kyocera Dome                        | 90,000         |
| 17 de junho de 2017               | Saitama       | Japão | Seibu Prince Dome                   | 90,000         |
| 9 de setembro de 2017             | Chūō-ku, Kobe | Japão | World Memorial Hall                 | 233,000        |
| 10 de setembro de 2017 Dois shows | Chūō-ku, Kobe | Japão | World Memorial Hall                 | 233,000        |
| 16 de setembro de 2017 Dois shows | Nagano        | Japão | Big Hat                             | 233,000        |
| 1 de outubro de 2017 Dois shows   | Fukuoka       | Japão | Marine Messe Fukuoka                | 233,000        |
| 4 de outubro de 2017 Dois shows   | Yokohama      | Japão | Yokohama Arena                      | 233,000        |
| 7 de outubro de 2017 Dois shows   | Hiroshima     | Japão | Hiroshima Prefectural Sports Center | 233,000        |
| 8 de outubro de 2017              | Hiroshima     | Japão | Hiroshima Prefectural Sports Center | 233,000        |
| 14 de outubro de 2017 Dois shows  | Fukuroi       | Japão | Ecopa Arena                         | 233,000        |
| 17 de outubro de 2017 Dois shows  | Nagoia        | Japão | Nippon Gaishi Hall                  | 233,000        |
| 28 de outubro de 2017 Dois shows  | Chiba         | Japão | Makuhari Messe                      | 233,000        |
| 29 de outubro de 2017             | Chiba         | Japão | Makuhari Messe                      | 233,000        |
| 11 de novembro de 2017 Dois shows | Kobe          | Japão | World Memorial Hall                 | 233,000        |
| 12 de novembro de 2017            | Kobe          | Japão | World Memorial Hall                 | 233,000        |
| Total                             | Total         | Total | Total                               | 323,000        |

## DVD e Blu-ray

### iKON Japan Dome Tour 2017
iKON Japan Dome Tour 2017 é um DVD & Blu-ray do grupo, lançado em 27 de setembro no Japão. O DVD/Blu-ray foi filmado durante o primeiro show do grupo no Kyocera Dome, no Japão.
O DVD/Blu-ray veio em 4 versões, inclui um total de 22 músicas que foram cantadas ao vivo, incluindo um documentário do show, gravações focadas de 4 músicas, uma coletânea das melhores apresentações do grupo em seu segundo show no Prince Dome e uma seção de recursos especiais.

#### Lista de músicas
| Deluxe Edition |                                                     |         |  |
| N.º            | Título                                              | Duração |  |
| 1.             | "Bling Bling"                                       |         |  |
| 2.             | "Sinosijak (Remix)"                                 |         |  |
| 3.             | "Just Another Boy + -MC-"                           |         |  |
| 4.             | "My Type"                                           |         |  |
| 5.             | "#WYD"                                              |         |  |
| 6.             | "Today + -MC-"                                      |         |  |
| 7.             | "BE I"                                              |         |  |
| 8.             | "HOLUP!"                                            |         |  |
| 9.             | "Anthem + -Dance Performance- + -Movie-"            |         |  |
| 10.            | "Just Go"                                           |         |  |
| 11.            | "Apology"                                           |         |  |
| 12.            | "Wait For Me + -MC-"                                |         |  |
| 13.            | "Airplane"                                          |         |  |
| 14.            | "Climax + -Movie-"                                  |         |  |
| 15.            | "Rhythm Ta Remix (Rock Ver.)"                       |         |  |
| 16.            | "B-Day"                                             |         |  |
| 17.            | "Dumb & Dumber"                                     |         |  |
| 18.            | "What's Wrong"                                      |         |  |
| 19.            | "Love Me"                                           |         |  |
| 20.            | "Welcome Back"                                      |         |  |
| 21.            | "M.U.P"                                             |         |  |
| 22.            | "Long Time No See + -MC-"                           |         |  |
| 23.            | "Rhythm Ta Remix (Rock Ver.)"                       |         |  |
| 24.            | "Documentary of iKon Japan Dome Tour 2017"          |         |  |
| 25.            | "Focus on Dance"                                    |         |  |
| 26.            | "Collection of Best Stage (2017/6/17 MetLife Dome)" |         |  |
| 27.            | "Special Features (2017/6/17 MetLife Dome)"         |         |  |
| 28.            | "Love Me MV"                                        |         |  |
| 29.            | "Special Movie"                                     |         |  |

#### Paradas
Após o lançamento, o DVD/Blu-ray ficou no topo do Oricon Daily Chart. Na primeira semana, estreou em primeiro lugar no [Oricon|Oricon DVD Chart]], tornando-se o segundo número um do iKON na parada, a edição em Blu-ray também estreou em 6º lugar, ambas vendendo 9.900 cópias na primeira semana.
| Parada (2014)              | Posição |
| -------------------------- | ------- |
| Oricon Music DVD Chart     | 1       |
| Oricon Music Blu-ray Chart | 6       |

#### Vendas
| Parada         | Vendas |
| -------------- | ------ |
| Japão (Oricon) | 9,900  |